# Sympistis pachet
Sympistis pachet là một loài bướm đêm thuộc họ Noctuidae. Loài này có ở Nevada.
Sải cánh dài khoảng 29 mm.